# Chirita tobaensis
Chirita tobaensis är en tvåhjärtbladig växtart som beskrevs av Olive Mary Hilliard. Chirita tobaensis ingår i släktet Chirita och familjen Gesneriaceae. Inga underarter finns listade i Catalogue of Life.